# Chingana

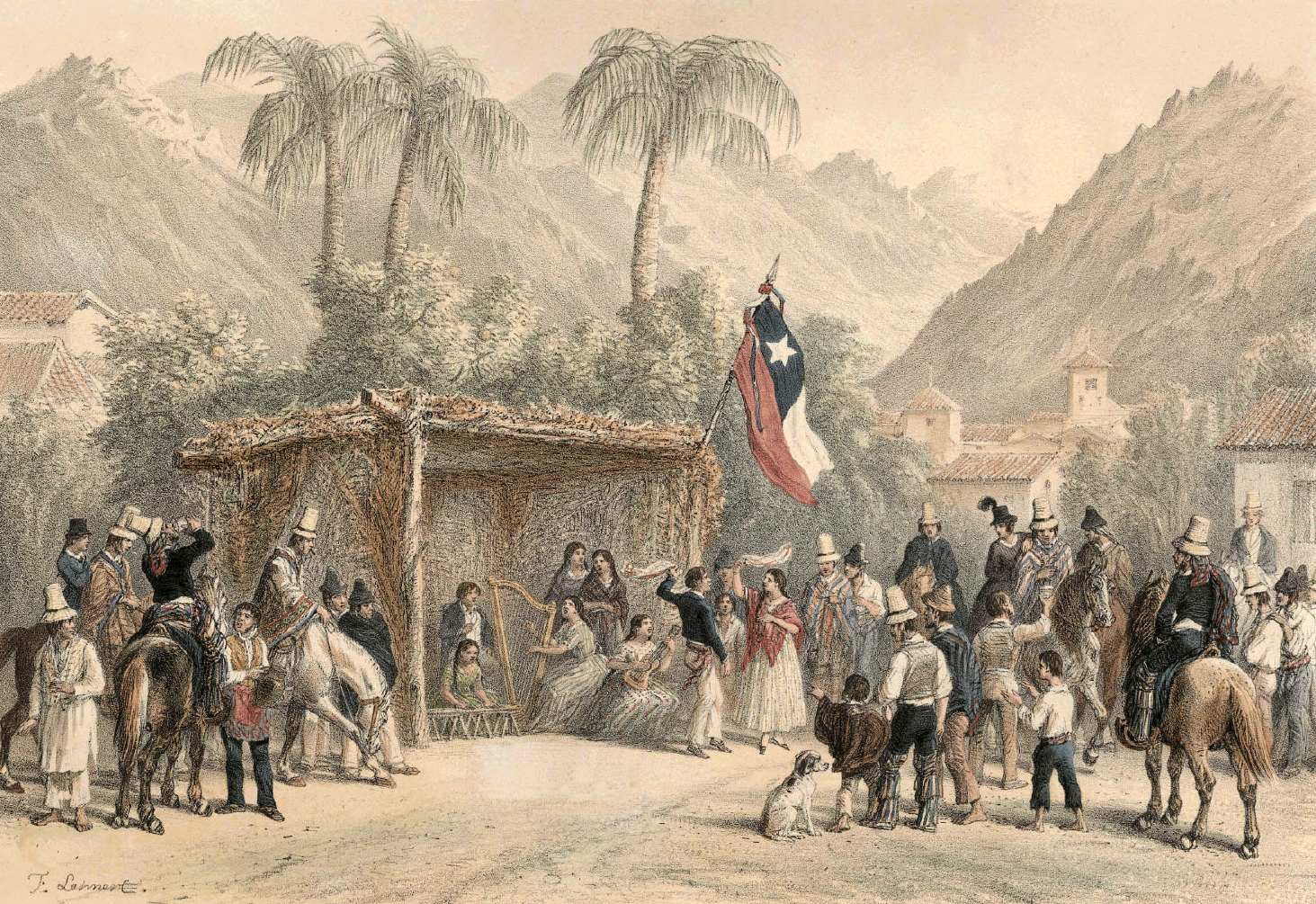
Una chingana en Chile del siglo XIX.

Chingana es un término criollo que se usó antiguamente en Chile para designar un escondrijo, un lugar de poca importancia o un lugar de mala fama para beber, comer y divertirse; durante el siglo XIX, fueron los locales de entretenimiento y fiesta popular, similar a una taberna. En ellas se instaló, desarrolló y difundió la cueca, así como el folclore en general.

## Etimología
El término proviene del quechua chinkana, 'laberinto' —otras fuentes lo derivan del verbo coloquial 'chingar' («beber frecuentemente vino o licores»)—, y que en la época del Chile colonial se usó para designar aquellos lugares donde se jugaba y sociabilizaba, se bebía, comía, cantaba y bailaba.

## Origen
Estos lugares proliferaron de las antiguas ramadas o «enramadas», que se ubicaban en los sectores rurales alrededor de las ciudades de la zona Central de Chile, especialmente en Santiago en el sector denominado La Chimba —la capital chilena llegó a tener más de cuarenta, que abrían todos los domingos y lunes—. Se constituían principalmente de una humilde instalación hecha con puntales de madera y ramajes secos de palmas, pinos o totora. Varios miembros de la alta clase social se declararon abiertamente en contra de las chinganas, lo que ilustra una creciente inserción de ellas en el orden político conservador de la época.
El historiador Gabriel Salazar concibe las chinganas como un espacio en el cual se gestaron las identidades populares. Originadas por mujeres solas y abandonadas que, a diferencia de los hombres que vagaban, se arranchaban en algún recodo del camino y subsistían por medio de la venta de comida, alojamiento, sociabilidad, baile y música a los rotos que pasaban o a la marinería extranjera que transitaba por el puerto de Valparaíso.

## Desarrollo

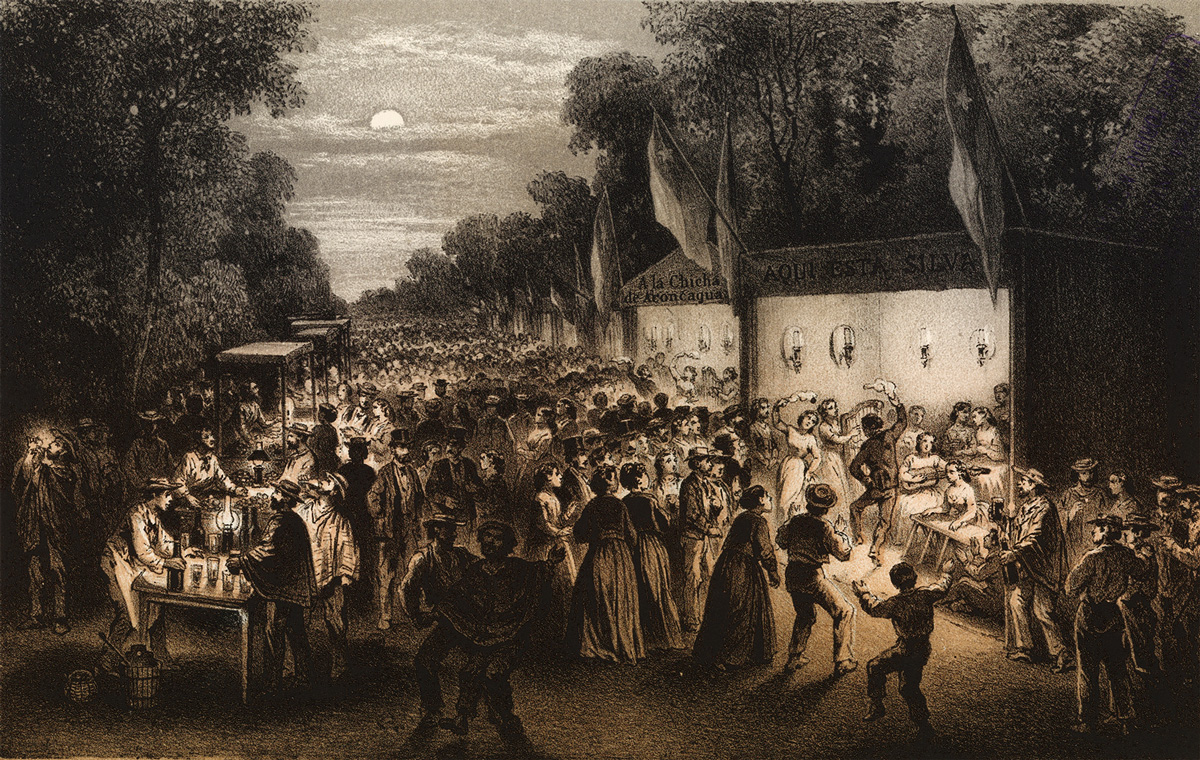
Grabado de 1872 que muestra un conjunto de chinganas en La Cañada (actual Alameda) en Nochebuena.

A fines del siglo XVIII y durante buena parte del siglo XIX, no faltaron excusas para levantar una chingana: las había para los matrimonios, la vendimia, la trilla, el rodeo o con motivo del sacrificio de animales. También se organizaban en las zonas donde se construían caminos o los tramos del ferrocarril. En este ambiente quedó registrado el conocido encuentro en 1790 de El mulato Taguada contra don Javier de la Rosa en un duelo de payas sucedido en una chingana curicana.
La presencia de mujeres denominadas «cantoras» era habitual pues aportaban la música, el canto y el baile. Este espacio de recreación permitió la difusión de la zamacueca en Chile y posteriormente la cueca.
Hacia 1820, comenzaron un proceso de urbanización, pues de su emplazamiento en la periferia de la ciudad, como en La Chimba, luego se
instalaron en calles aledañas a La Cañada. A partir de 1823, las autoridades y parte de la aristocracia intentaron reglamentar su funcionamiento debido al alto alcoholismo, las riñas y los vicios derivados de los juegos de azar, requiriéndose una licencia para su instalación. En 1872, el intendente de Santiago Benjamín Vicuña Mackenna instaló la «fonda popular» con la intención de controlar en parte algunas actitudes destempladas habituales en las chinganas.
Algunas de las chinganas más populares y representativas del periodo fueron las de Teresa Plaza en La Chimba, conocida como El Parral, y la de Peta Bustamante, llamada El Arenal, así como aquellas con el lema Aquí está Silva.
Desde el siglo XX, las chinganas y ramadas empezaron a denominarse fondas, limitando su proliferación en la actualidad a las Fiestas Patrias, además de tener características distintas a las de las antiguas chinganas, conformándose en conjunto con cocinerías, chicherías y otros establecimientos que tocan música envasada y comercial.